# Antoine Beaussant
Antoine Beaussant (* 6. September 1957) ist seit November 2007 Vorstandsvorsitzender von Buffet Crampon. Zuvor war er Mitglied des Aufsichtsrats dieser Firma.

## Leben
Antoine Beaussant stammt aus einer Musiker- und Schriftstellerfamilie. Sein Vater, der Autor und Musikologe Philippe Beaussant, gehörte der Académie Française an. 
Zunächst war Beaussant im Bereich neue Technologien und Verlagswesen als Manager und Unternehmer tätig. Zwei Jahre war er Assistant General Director bei der IT-Firma Capgemini Sogeti, danach fungierte er als Herausgeber der französischen Kunstzeitschriften “L’Oeil” und “Journal des Arts”. Er betätigte sich zudem als Pionier des Internets in Frankreich, wo er 1999 mit „Nart“ den ersten Online-Auftritt für Kunstauktionen sowie zwei weitere Start-ups gründete.
Beaussant spielt Oboe und verfügt über eine musikalische Bildung. Er hat sich um die Ausweitung des Vertriebsnetzes von Buffet Crampon bemüht und in China in Zusammenarbeit mit dem Komponisten Qi Gang Chen, eine Niederlassung gegründet. 2008 hat Buffet Crampon die Marken Besson und Antoine Courtois für Blechblasinstrumente erworben. Im August 2010 wurde Schreiber & Keilwerth von der Gruppe übernommen.

## Auszeichnungen
- 2004 wurde ihm der Titel eines Ritter der Ehrenlegion verliehen.[2]